# Vegas de Matute
Vegas de Matute ist eine Gemeinde in der spanischen Provinz Segovia. Sie liegt im Süden der Autonomen Region Kastilien und León, an der Nordwestabdachung der Sierra de Guadarrama. Sie hat 339 Einwohner (Stand: 2024). 

## Geographie
Vegas de Matute liegt etwa 20 Kilometer südwestlich vom Stadtzentrum von Segovia in einer Höhe von ca. 1015 m. 
Vegas de Matute befindet sich innerhalb der Zone des kontinentalen mediterranen Klimas.

## Bevölkerungsentwicklung
| Jahr      | 1970 | 1981 | 1991 | 2001 | 2011 | 2021 |
| Einwohner | 443  | 333  | 270  | 243  | 287  | 313  |

## Sehenswürdigkeiten
- Thomaskirche (Iglesia de Santo Tomás de Canterbury)
- Marienkapelle
- Antoniuskapelle

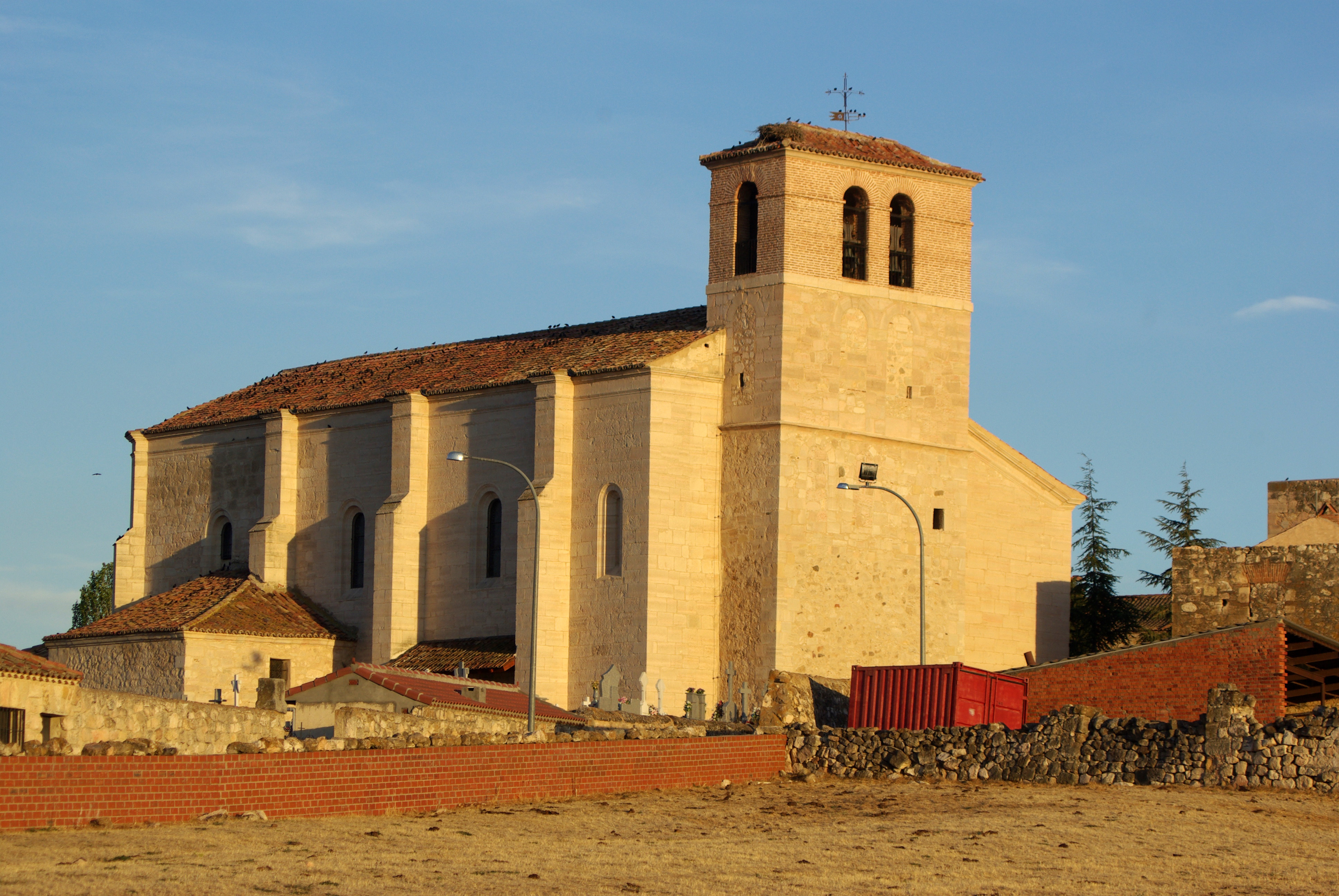
Thomaskirche
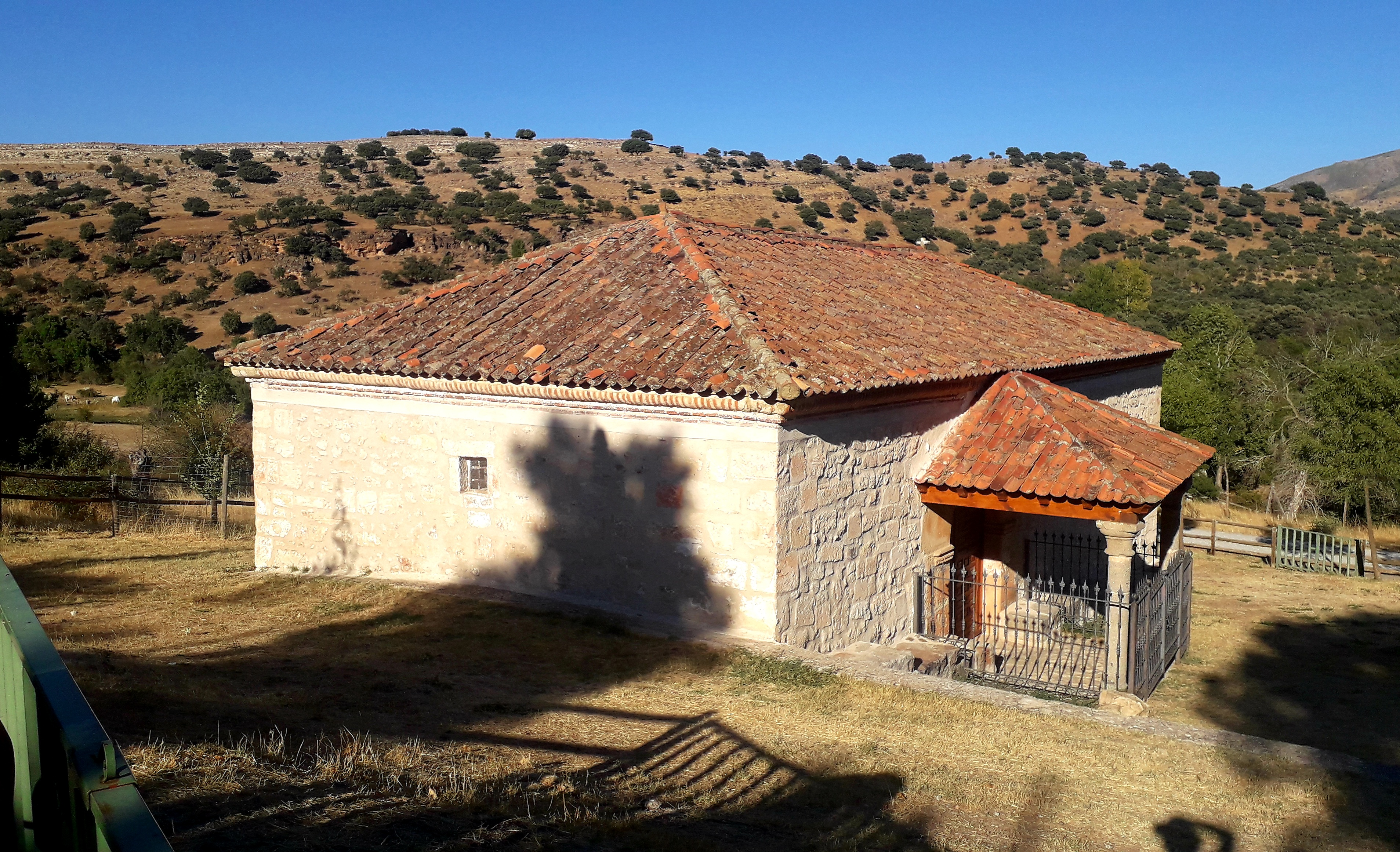
Marienkapelle